# Tierra Colorada, San Lucas Zoquiápam
Tierra Colorada är en ort i Mexiko.   Den ligger i kommunen San Lucas Zoquiápam och delstaten Oaxaca, i den sydöstra delen av landet, 280 km sydost om huvudstaden Mexico City. Tierra Colorada ligger 1 540 meter över havet och antalet invånare är 239.
Terrängen runt Tierra Colorada är kuperad norrut, men söderut är den bergig. Runt Tierra Colorada är det ganska tätbefolkat, med 75 invånare per kvadratkilometer. Närmaste större samhälle är Huautla de Jiménez, 3,7 km öster om Tierra Colorada. I omgivningarna runt Tierra Colorada växer i huvudsak städsegrön lövskog.